# Agapetes manipurensis
Agapetes manipurensis là một loài thực vật có hoa trong họ Thạch nam. Loài này được Watt ex Brandis mô tả khoa học đầu tiên năm 1906.